# Юнио Валерио Боргезе
Принц Юнио Валерио Шипионе Гецо Маркантонио Мария Боргезе (Артена, Провинция Рим, 6 юни 1906 - Кадис, Испания, 26 август 1974), по прякор Черният принц, е командир от италианския военен флот по времето на режима на Националната фашистка партия на Бенито Мусолини и виден крайно десен неофашистки политик в следвоенна Италия.

## Ранна кариера
Юнио Валерио Боргезе е роден в Артена, провинция Рим, Кралство Италия. Ражда се в изтъкнато аристократично семейство, водещо началото си от Сиена, рода Боргезе, от който произлиза и папа Павел V. Завършва средното си образование в Лондон, а през 1923 г. постъпва в Италианската кралска военноморска академия (Accademia Navale) в Ливорно. При завършването на академията през 1928 г. е произведен в звание мичман.
Военната му кариера започва 1929 г., но се налага да чака почти година до получаването на назначение на крайцера „Тренто“. През 1930 г. е произведен в лейтенант и назначен на торпеден катер в Адриатическо море, на следващата година е слушател във висшия курс на военноморската академия и през 1932 година е прехвърлен в подводния флот. През 1933 г. посещава курсове по подводно въоръжение. Въпреки че вече е получил квалификация като подводничар и като дълбоководен подводничар, той чака чак до 1935 г., за да получи първото си назначение на подводница.
Боргезе взема участие в Втората италианско-етиопска война, първоначално на подводницата „Тричеко“, а после на „Финци“. През 1937 г., по време на италианската интервенция в испанската гражданска война, той най-накрая получава командване на подводница - „Ириде“. Там губи двама от подчинените му моряци вследствие на атака с дълбочинни бомби от британския разрушител „Хавок“. Първоначално разрушителят погрешно е разпознат като републиканския Барсатегуй Санчес, изстреляно е торпедо. Следата на торпедото е забелязана от британците навреме и корабът успява да извърши маневра, с която избягва попадение. Веднага е предприето преследване на подводницата, довело до смъртта на 2 души от екипажа ѝ. Този инцидент предизвиква малък международен скандал, като Кралският флот на британците отправя обвинения в пиратство, но впоследствие се ограничава с предупреждение за тежки последици при повторна атака и случаят е приключен. След края на участието му в Испания, на 8 април 1939 г., принцът е награден с Бронзов медал за воинска храброст.

## Втора световна война
Елитната военноморска бойна част от Втората световна война Decima Flottiglia MAS се смята от мнозина за първата модерна флотска специализирана бойна единица. Създадено от принц Юнио Валерио Боргезе в началото на войната, това подводничарско образувание е обучавано да води прикрита и подводна война с малки подводници и атакуващи лодки въоръжени с разнообразен арсенал от торпеда — първопроходна тактика, която остава и до днес като стандарт за специалните части по света.

В началото на Втората световна война, Боргезе поема командването на подводницата Ветор Пизани, а през август 1940 г. вече командва подводница „Шире“, която е преустроена да носи новото секретно италианско оръжие - човешко торпедо. Известни като „бавни торпеда“ (siluri a lenta corsa, или SLC), и носещи прякора „прасета“ (maiali) заради лошата им маневреност, това са малки подводни нападателни средства с екипаж от 2 души.
Тези подводници са част от 1ª Flottiglia Mezzi d'Assalto (MAS, „Първа флотилия за нападателни средства“, по-късно наречена Decima Flottiglia MAS) - елитна военноморска подривна част на Реджия Марина.
Като командир на „Шире“ Боргезе взима участие в няколко нападения с употребата на SLC. Първите от тях, през септември и октомври 1940 г., са насочени срещу Гибралтар. Септемврийската атака се отменя, след като пристанището се оказва празно. При октомврийското нападение Боргезе успява да вкара „Шире“ дълбоко във вътрешността на Гибралтарския залив, извършвайки трудно подводно плаване, за да могат SLC да бъдат пуснати в действие максимално близо до целта. За тези си действия е награден със Златен медал за воинска храброст въпреки цялостния неуспех на мисията.
Още веднъж търпи неуспех през май 1941 г., но на 20 септември успешно са повредени 3 търговски съда в пристанището. След тази атака е повишен в звание капитан 2-ри ранг (Capitano di Fregata) и е назначен за командир на подводната част Decima MAS.